# Ding Junhui
Dans ce nom chinois, le nom de famille, Ding, précède le nom personnel.
Ding Junhui (chinois simplifié : 丁俊晖, chinois traditionnel : 丁俊暉, pinyin : Dīng Jùnhuī) est un joueur de snooker chinois, né le 1er avril 1987 à Yixing dans la province du Jiangsu (près de Shanghai), et aujourd'hui résident en Angleterre durant la saison de snooker. Il est de loin considéré comme le meilleur joueur asiatique de l'histoire du snooker et comme le précurseur du snooker en Asie.
Ding a été le premier joueur chinois à remporter une épreuve classée, lors de l'Open de Chine 2005. Il a aussi été le premier joueur chinois numéro un mondial de la discipline, ainsi que le premier à atteindre une finale au championnat du monde.
Sa carrière est principalement marquée par trois victoires au championnat du Royaume-Uni, par une victoire au Masters 2011, ainsi que douze autres titres classés.
En tant que solide constructeur de breaks, Ding a déjà réalisé pas moins de 600 centuries en carrière, dont sept breaks maximaux de 147 points.
Avec Mark Allen, Ding est le seul no 1 mondial de l'histoire n'ayant jamais été champion du monde.

## Carrière

### Débuts dans le snooker
Ding commence à jouer au snooker à l'âge de neuf ans, quand son père l'amène au centre de formation de l'équipe nationale près de Shanghai. Son père persuade sa mère de vendre leur maison afin que Ding puisse continuer de jouer au snooker en tant que professionnel. Ding s'entraîne huit heures par jour et en 2003, devient le meilleur joueur chinois.

### Début de carrière flamboyant (2003-2008)

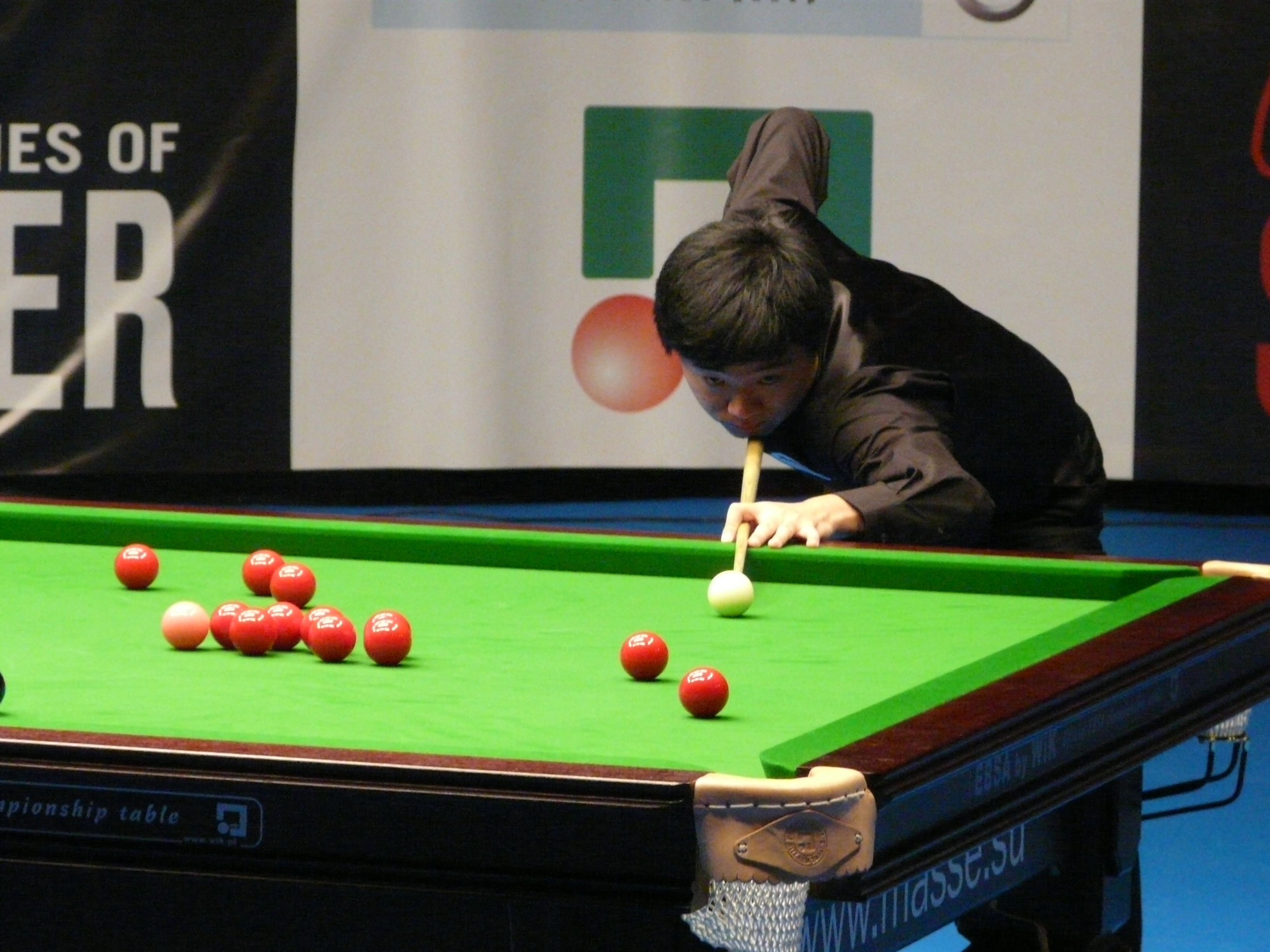
Ding lors des séries mondiales de snooker de 2008.

Accumulant les titres régionaux en Asie chez les seniors et en devenant surtout à l'âge de 15 ans champion du monde des moins de 21 ans, Ding Junhui se révèle lors de l’Open de Chine 2005, en battant Peter Ebdon, Stuart Bingham, Marco Fu et Ken Doherty, avant de se défaire en finale de Stephen Hendry (9-5). Il récidive quelques semaines plus tard en remportant son second tournoi majeur ; le championnat du Royaume-Uni. En finale, il y bat l'ancien champion du monde Steve Davis. 
En 2006, Ding poursuit son ascension et remporte un troisième tournoi de classement en seulement un an ; le trophée d'Irlande du Nord. Pour ce faire, il élimine Ronnie O'Sullivan, au terme d'une finale bien maîtrisée, finale qu'il remporte sur le score de 9 à 6. Cette victoire fait alors de lui le plus jeune joueur de l'histoire à remporter trois tournois classés. En début d'année 2007, Ding est finaliste du Masters, contre O'Sullivan. Encore en digestion de ses trois titres classés, il s'incline sur le score sec de 10-3. Lors de son match contre Anthony Hamilton, il réalise son premier break de 147 points en carrière. O'Sullivan dit alors de lui : « Le tennis a Roger Federer, le golf a Tiger Woods et le snooker aura sûrement Ding. ». 
Ce début de carrière en force lui permet d'entrer dans le top 10 du classement en fin de saison, et ainsi de faire un bond de 67 places au classement mondial. 
Les deux saisons suivantes sont moins bonnes pour Ding ; il n'atteint pas la moindre finale classée et perd quelques places au classement. Il remporte tout de même ses premiers titres non classés sur les Séries mondiales à Warsaw et sur le Classique de Jiangsu. 

### Confirmation (2009-2012)
Il remporte un second championnat du Royaume-Uni lors de la saison 2009-2010. La même saison, Ding Junhui atteint deux autres finales majeures (Grand Prix et Open de Chine), mais ne va jamais au-delà et s'y incline,. 
En 2011, Ding s'impose sur le Masters en écartant le Hong Kongais Marco Fu 10-4 dans une finale 100% asiatique. C'est aussi en 2011 que Ding atteint pour la première fois de sa carrière les demi-finales du championnat du monde. Au premier tour, il élimine sans problème Jamie Burnett. Il affronte ensuite Stuart Bingham ; malgré un retard important à 9-12, Ding l'emporte 13 à 12 et file en quart de finale. Dominant Mark Selby sur le score de 10-6, Ding se fait peur et voit son adversaire égaliser à dix partout ; le Chinois finit tout de même par l'emporter ; 13-10, score final. Il est opposé au qualifié Judd Trump en demi-finale. Le début de match est accroché, mais à 12-12, Trump prend deux manches et file à 14-12. Trump l'emporte finalement sur le score de 17 à 15. Ding Junhui finit la saison au 4e rang du classement ; son meilleur jamais atteint. 
L'année qui suit est tout aussi bonne ; Ding remporte un nouveau tournoi de classement à l'Open du pays de Galles. Il gagne aussi son quatrième tournoi non classé en carrière lors du championnat de la ligue. 

### Enchaînement de titres classés et première place mondiale (2013-2015)

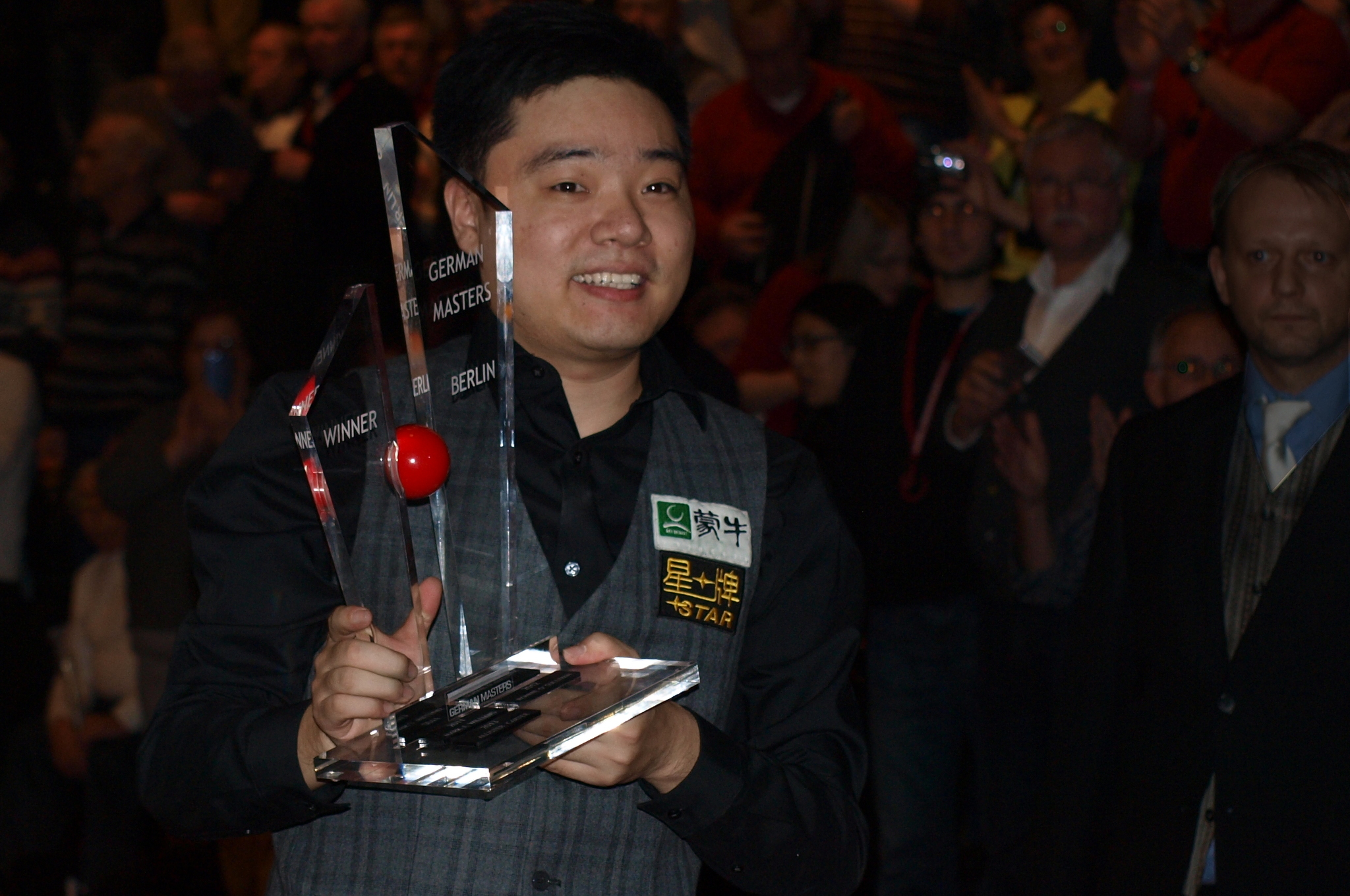
Ding Junhui, tout sourire après son titre en Allemagne (2014).

En fin de saison 2012-2013, Ding s'impose sur la finale du championnat du circuit des joueurs. En quart de finale, il signe un nouveau break royal. Cette victoire est un achèvement pour lui qui à triompher sur l'Open d'Écosse, un petit peu plus tôt dans la saison. Ding avait également perdu en finale de la deuxième épreuve du circuit asiatique, contre Stephen Lee, sur le score de 4 à 0.
Au cours de la saison 2013-2014, il remporte cinq titres classés, dont trois à la suite (l'Open d'Inde, le Masters de Shanghai et le championnat international), égalant ainsi le record établi par Stephen Hendry. Ses deux autres titres cette saison ont été remportés lors du Masters d'Allemagne 2014 (contre Judd Trump) et lors de l'Open de Chine 2014 (contre Neil Robertson). Toujours en 2014, il s'incline en finale de l'Open du pays de Galles contre un excellant Ronnie O'Sullivan qui termine même par un break de 147 points. Cette saison reste l'une des meilleures de la carrière de Ding Junhui ; il finit d'ailleurs au 2e rang mondial. 
Il a été brièvement numéro un mondial lors de la saison 2014-2015 ; au mois de décembre 2014 et de janvier à février 2015. Cependant, ses résultats sont moins bons et il finit 4e au classement de fin de saison. 

### Rivalité avec Mark Selby (2016-2017)
À la veille du championnat du monde 2016, Ding Junhui est redescendu en dehors du top 16 du classement mondial, en raison de résultats nettement moins bons. Cela l'oblige à passer par les qualifications s'il veut obtenir sa place dans le tableau final du championnat. 

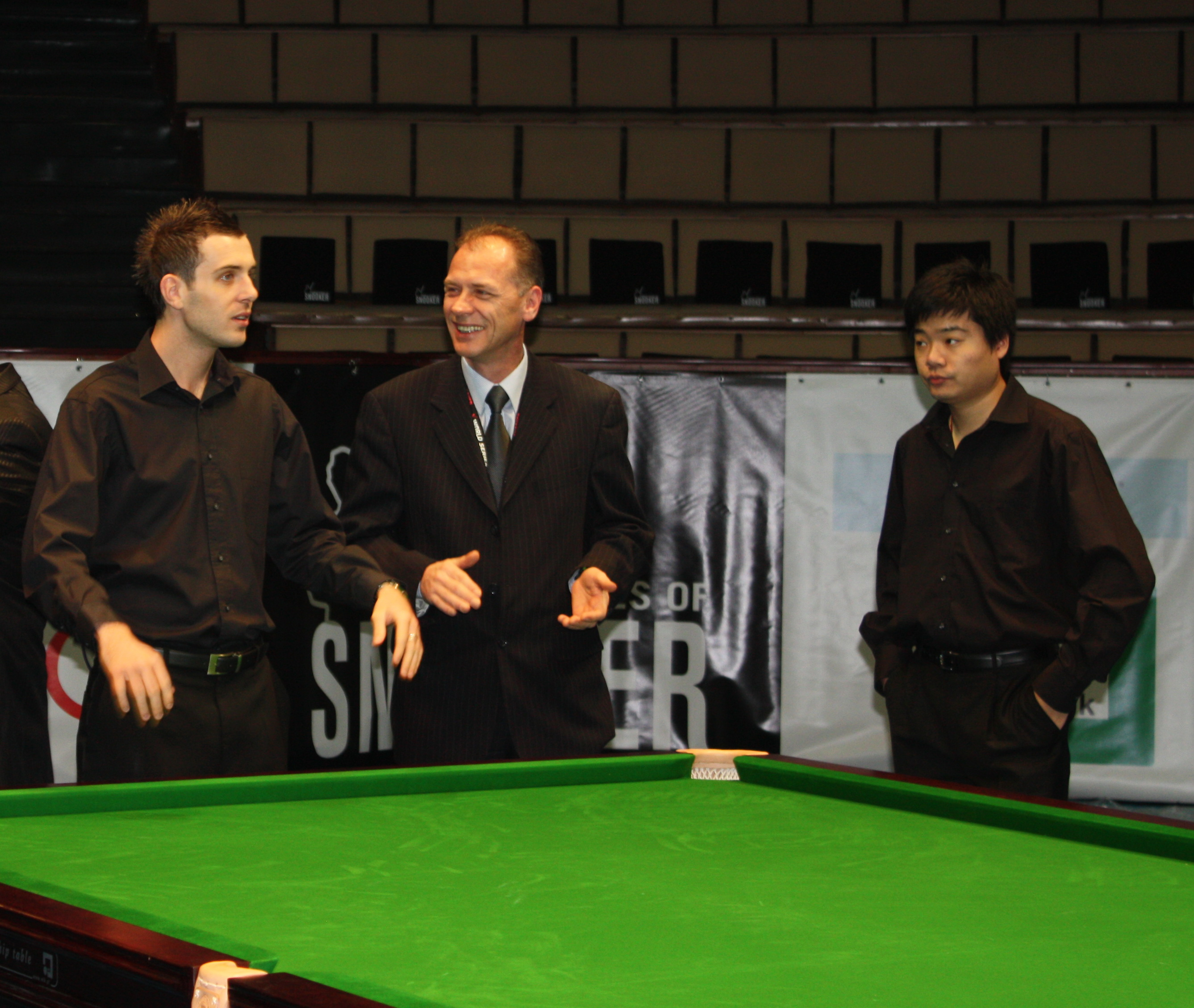
Ding Junhui (à droite) et Mark Selby (à gauche) en 2008.

Ding passe brillamment les qualifications et retrouve Martin Gould dans son premier match. Le match se joue le 20 avril et les deux hommes se tiennent à la gorge. À la fin de la rencontre, Ding est légèrement plus solide et parvient à s'en sortir (10-8). Il retrouve ensuite un joueur qu'il connait bien ; Judd Trump. Le Chinois se montre plus régulier tout au long de la partie, et l'emporte sur le score de 13-10. Au tour qui suit, Ding ne laisse aucune chance à Mark Williams, s'imposant sur le score de 13 à 3. La demi-finale l'oppose à un autre qualifié, Alan McManus. Ding profite bien de ce tirage qui semble plus que favorable pour une demi-finale ; il gagne par 17 manches contre 11. Ding Junhui devient alors le premier joueur asiatique à disputer la finale du championnat du monde. La finale l'oppose à un autre britannique ; l'Anglais Mark Selby. Selby prend les six premières manches, avant de terminer la première session de la finale avec un avantage de 6 à 2. Dans la deuxième session, Ding se révolte et revient à 7-8 ; il finit tout de même mené de trois manches (10-7). Cette deuxième session est un cauchemar pour les deux joueurs ; les manches sont lentes ; la fatigue se fait ressentir et la session se termine à près d'une heure du matin. Le lendemain, Ding revient à 10-11, avant de perdre ses moyens et de se retrouver mené 14-11, puis 16-11. Le qualifié parvient ensuite à arracher trois manches à la suite, pour revenir à 14-16. Il finit tout de même par s'incliner 18 à 14. 
La saison suivante, les deux rivaux s'affrontent par trois fois ; dont deux fois en finale de tournois classés (Masters de Shanghai et championnat international). Ding remporte le premier tournoi cité, mais perd le deuxième. 
Ils se retrouvent enfin en demi-finale du championnat du monde 2017, et Selby l'emporte sur le score de 17-15. 

### Baisse de régime (2017-2022)
En début de saison 2017-2018, il remporte son treizième tournoi de classement lors de l'Open mondial.
À partir de l'année suivante, Ding commence à avoir de moins bons résultats. En effet, sa dernière finale remonte au Grand Prix mondial 2018, où il s'était incliné face à Ronnie O'Sullivan 10 manches à 3. Depuis cette finale, Ding descend au classement. Il finit d'ailleurs la saison 2018-2019 à la 10e place du classement ; sa plus mauvaise place depuis 2014. 
Néanmoins, contre toute attente, il remporte un quatorzième titre majeur lors du championnat du Royaume-Uni 2019, avec des victoires sur Ronnie O'Sullivan et Stephen Maguire. Il est également demi-finaliste du Masters la même année. Cependant, ce regain d'énergie n'est pas franc ; après ce titre, Ding n'atteint plus une seule finale de la saison et peine à remporter ne serait-ce que des matchs.
Après une saison 2021-2022 très difficile à l'issue de laquelle il sort du top 30 mondial pour la première fois en plus de quinze ans, Ding réapparaît au premier plan lors du championnat du Royaume-Uni où il se hisse en finale après avoir notamment balayé Ronnie O'Sullivan (6-0). Malgré un bon début de finale, il est surpris par un Mark Allen en confiance (10-7). En fin de saison, il ajoute à son palmarès un second titre de champion du monde à six rouges. 

### Retour en forme (depuis 2023)
Après un nouveau passage à vide de plusieurs mois, Ding retrouve comme souvent des couleurs au championnat du Royaume-Uni où il est pourtant proche de sortir dès les qualifications. Tombeur du tenant du titre Mark Allen (6-5) et de Mark Williams (6-5), il parvient à venir à bout de l'homme du moment, Judd Trump, pour rejoindre une cinquième finale sur ce tournoi. Comme souvent, Ronnie O'Sullivan a raison de lui. Il rejoint une nouvelle finale cette saison à l'occasion de l'Open mondial de Yushan. Cependant, Trump prend sa revanche et le surclasse (10-4). 

Son regain d'énergie se confirme lors du championnat international 2024, où il s'adjuge un quinzième titre de classement. Il y domine notamment Kyren Wilson, champion du monde en titre et Chris Wakelin en finale (10-7). Ding se montre solide à la veille du championnat du monde, alignant la demi-finale du prestigieux championnat du circuit, seulement battu par Mark Selby,. 

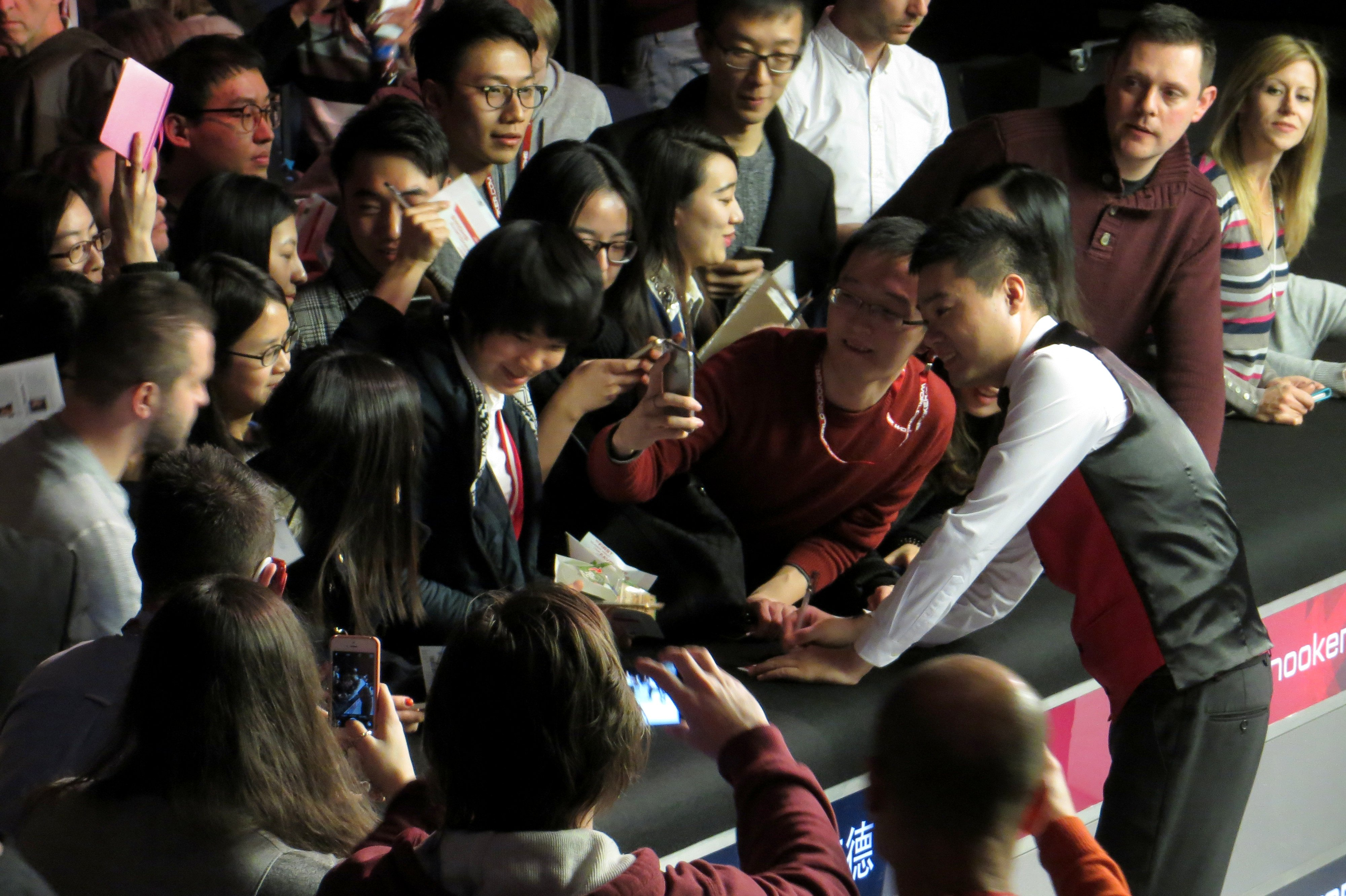
Ding Junhui avec des fans.

## Palmarès
| Légende | Catégorie                      | Titres                         | Finales                        |
|         | Tournois classés               | 15                             | 9                              |
|         | Tournois classés mineurs       | 4                              | 3                              |
|         | Tournois non classés           | 4                              | 5                              |
|         | Tournois alternatifs           | 2                              | 2                              |
|         | Tournois pro-am                | 2                              | 3                              |
|         | Tournois en équipes            | 5                              | 2                              |
|         | Tournois amateurs              | 3                              | 0                              |
| Gras    | Tournois de la triple couronne | Tournois de la triple couronne | Tournois de la triple couronne |

### Titres
| Saison    | Nom du tournoi                                      | Lieu                                        | Finaliste                        | Score | Tableau |
| 2002      | Championnat d'Asie des moins de 21 ans              | Drapeau de l'Inde                           | Pramual Janthad                  | 6-2   |         |
| 2002      | Championnat du monde amateur des moins de 21 ans    | Riga                                        | David John                       | 11-9  |         |
| 2002      | Championnat d'Asie                                  | Drapeau de la République populaire de Chine | Keith E. Boon                    | 8-4   |         |
| 2002-2003 | Jeux asiatiques                                     | Pusan                                       | Supoj Saenla                     | 3-1   | Tableau |
| 2004-2005 | Open de Chine                                       | Pékin                                       | Stephen Hendry                   | 9–5   | Tableau |
| 2005-2006 | Championnat du Royaume-Uni                          | York                                        | Steve Davis                      | 10–6  | Tableau |
| 2006-2007 | Jeux asiatiques (2)                                 | Doha                                        | Liang Wenbo                      | 4-2   | Tableau |
| 2006-2007 | Jeux asiatiques                                     | Doha                                        | Hong Kong                        | 3-0   | Tableau |
| 2006-2007 | Trophée d'Irlande du Nord                           | Belfast                                     | Ronnie O'Sullivan                | 9–6   | Tableau |
| 2008-2009 | Classique de Jiangsu                                | Nanjing                                     | Mark Selby                       | 6-5   | Tableau |
| 2008-2009 | Séries mondiales (épreuve de Varsovie)              | Varsovie                                    | Ken Doherty                      | 6-4   | Tableau |
| 2009-2010 | Championnat du Royaume-Uni (2)                      | York                                        | John Higgins                     | 10–8  | Tableau |
| 2010-2011 | Épreuve 5 de Sheffield                              | Sheffield                                   | Jamie Jones                      | 4–1   | Tableau |
| 2010-2011 | Jeux asiatiques (2)                                 | Canton                                      | Inde                             | 3-1   | Tableau |
| 2010-2011 | Masters                                             | Londres                                     | Marco Fu                         | 10-4  | Tableau |
| 2011-2012 | Coupe du monde                                      | Bangkok                                     | Irlande du Nord                  | 4-2   |         |
| 2011-2012 | Open du pays de Galles                              | Newport                                     | Mark Selby                       | 9–6   | Tableau |
| 2011-2012 | Championnat de la ligue                             | Stock                                       | Judd Trump                       | 3-1   | Tableau |
| 2012-2013 | Open d'Écosse                                       | Ravenscraig                                 | Anthony McGill                   | 4–2   | Tableau |
| 2012-2013 | Championnat du circuit des joueurs (épreuve finale) | Galway                                      | Neil Robertson                   | 4–3   | Tableau |
| 2013-2014 | Jeux asiatiques en salle                            | Incheon                                     | Athlètes olympiques indépendants | 3-2   |         |
| 2013-2014 | Masters de Shanghai                                 | Shanghai                                    | Xiao Guodong                     | 10–6  | Tableau |
| 2013-2014 | Open d'Inde                                         | New Delhi                                   | Aditya Mehta                     | 5–0   | Tableau |
| 2013-2014 | Championnat international                           | Chengdu                                     | Marco Fu                         | 10–9  | Tableau |
| 2013-2014 | Masters d'Allemagne                                 | Berlin                                      | Judd Trump                       | 9–5   | Tableau |
| 2013-2014 | Open de Chine (2)                                   | Pékin                                       | Neil Robertson                   | 10–5  | Tableau |
| 2014-2015 | Open de Yixing                                      | Yixing                                      | Michael Holt                     | 4-2   | Tableau |
| 2015-2016 | Open de Haining                                     | Haining                                     | Ricky Walden                     | 4-3   | Tableau |
| 2016-2017 | Championnat du monde à six billes rouges            | Bangkok                                     | Stuart Bingham                   | 8-7   | Tableau |
| 2016-2017 | Masters de Shanghai (2)                             | Shanghai                                    | Mark Selby                       | 10–6  | Tableau |
| 2017-2018 | Coupe du monde (2)                                  | Wuxi                                        | Angleterre                       | 4-3   | Tableau |
| 2017-2018 | Open mondial                                        | Yushan                                      | Kyren Wilson                     | 10–3  | Tableau |
| 2019-2020 | Championnat du Royaume-Uni (3)                      | York                                        | Stephen Maguire                  | 10–6  | Tableau |
| 2022-2023 | Championnat du monde à six billes rouges (2)        | Bangkok                                     | Thepchaiya Un-Nooh               | 8-6   | Tableau |
| 2024-2025 | Championnat international (2)                       | Nanjing                                     | Chris Wakelin                    | 10–7  | Tableau |

### Finales
| Saison    | Nom du tournoi                           | Lieu          | Finaliste         | Score   | Tableau |
| 2002-2003 | Jeux asiatiques                          | Pusan         | Hong Kong         | 1-2     | Tableau |
| 2005-2006 | Jeux mondiaux                            | Duisbourg     | Gerard Greene     | 3-4     | Tableau |
| 2006-2007 | Masters                                  | Londres       | Ronnie O'Sullivan | 3-10    | Tableau |
| 2008-2009 | Séries mondiales (épreuve de Moscou)     | Moscou        | John Higgins      | 0-5     | Tableau |
| 2009-2010 | Classique de Jiangsu                     | Wuxi          | Mark Allen        | 0-5     | Tableau |
| 2009-2010 | Grand Prix                               | Glasgow       | Neil Robertson    | 4–9     | Tableau |
| 2009-2010 | Open de Chine                            | Pékin         | Mark Williams     | 6-10    | Tableau |
| 2010-2011 | Classique de Wuxi (2)                    | Wuxi          | Shaun Murphy      | 8–9     | Tableau |
| 2010-2011 | Jeux asiatiques                          | Canton        | Marco Fu          | 2-4     | Tableau |
| 2010-2011 | Power Snooker                            | Londres       | Ronnie O'Sullivan | 258-572 | Tableau |
| 2011-2012 | Épreuve 1 de Gloucester                  | Gloucester    | Judd Trump        | 0-4     | Tableau |
| 2011-2012 | Première ligue                           | Hopton-on-Sea | Ronnie O'Sullivan | 1-7     | Tableau |
| 2012-2013 | Open de Yixing                           | Yixing        | Stephen Lee       | 1-7     | Tableau |
| 2013-2014 | Jeux asiatiques en salle                 | Incheon       | Cao Yupeng        | 2-4     |         |
| 2013-2014 | Open de la Ruhr                          | Mülheim       | Mark Allen        | 1-4     | Tableau |
| 2013-2014 | Open du pays de Galles                   | Newport       | Ronnie O'Sullivan | 3–9     | Tableau |
| 2015-2016 | Championnat du monde                     | Sheffield     | Mark Selby        | 14-18   | Tableau |
| 2016-2017 | Championnat international                | Daqing        | Mark Selby        | 1-10    | Tableau |
| 2017-2018 | Challenge Chine - Grande-Bretagne        | Shenzhen      | Grande-Bretagne   | 9-26    | Tableau |
| 2017-2018 | Grand Prix mondial                       | Preston       | Ronnie O'Sullivan | 3-10    | Tableau |
| 2018-2019 | Championnat du monde à six billes rouges | Bangkok       | Kyren Wilson      | 4-8     | Tableau |
| 2022-2023 | Championnat du Royaume-Uni               | York          | Mark Allen        | 7-10    | Tableau |
| 2023-2024 | Championnat du Royaume-Uni (2)           | York          | Ronnie O'Sullivan | 7-10    | Tableau |
| 2023-2024 | Open mondial                             | Yushan        | Judd Trump        | 4-10    | Tableau |